# Oncotheca
Az Oncotheca Új-Kaledóniában őshonos, örökzöld fákat, cserjéket tartalmazó növénynemzetség, 3 fajjal. A nemzetséget korábban (a Cronquist-, Thorne- és Dahlgren-rendszerben) a Theales rendbe, vagy saját rendbe, az Oncothecales-be sorolták, molekuláris genetikai kutatások alapján az APG III osztályozása szerint az asterids Euasterids I kládjába tartozik, a rendbe nem sorolt Oncothecaceae családba, mely a Metteniusaceae-hez áll közel.